# Josef Rheinberger
Josef Rheinberger (Vaduz, Liechtenstein, 17 de març de 1839 - Múnic, 25 de desembre de 1901) fou un compositor i pedagog alemany.

## Biografia
A l'edat de 7 anys tocava l'orgue a la seva vila natal i als 12 anys va entrar al Conservatori de Múnic, on ben aviat va superar els seus camarades d'estudis tocant obres diverses. Als 19 anys va començar a impartir classes de piano i més tard d'orgue i composició, feina que no abandonà fins al final de la vida. Entre els molts deixebles que va tenir, hi figura el que fou gran pianista, i més tard especialista de Chopin, Hermán Scholtz, i el compositor Joseph Pembaur.
Va formar part dels compositors cèlebres del seu temps. El 1877 esdevingué mestre de capella de la cort del rei de Baviera Lluís II de Baviera i tingué un paper principal pel que fa a la música de l'església catòlica alemanya. Va compondre misses i motets en llatí, seguint els preceptes de reformadors sicilians. Com a professor de composició, fou mundialment conegut i va tenir molts alumnes de moltes nacionalitats a més de tota una generació de joves compositors americans.
El 1867, es va casar amb la poetessa Franziska von Hoffnass (Fanny), que va escriure diversos textos de les seves obres vocals, en particular la cantata de Nadal L'estel de Betlem.

## Posteritat
Formà part dels compositors de la segona meitat del segle xix que, després de caure en l'oblit, avui s'han redescobert. La seva obra és molt diversa: 197 opus, entre els quals peces per a piano, orgue, música per a cor sacra i profana, lied, música de cambra, simfonies, obres de concert, músiques d'escena i òperes. Ell mateix es definia com un clàssic convençut que tenia com a models Bach i Mozart. Avui ha quedat com el gran mestre i representant de la cultura musical de la fi del període clàssic i romàntic. Per retre homenatge a la seva obra, el 2003 es va fundar la Societat Internacional Josef Gabriel Rheinberger.

## Obres

### Música sacra
- Misses: Cantus Missae en mi bemoll major per a dos cors a cappella, op. 109, (1878); Missa en fa per a cor i orgue, op. 159
- Cantata de Nadal Der Stern von Betlehem op. 164
- Stabat Mater en sol major amb corda i orgue, op. 138
- Cinc himnes per a baríton i orgue, op. 140
- Abendlied, op. 69
- Himne segons el psalm 84, amb arpa i orgue, op. 35
- Rèquiem re menor; dos altres rèquiems
- Orgue: vint sonates; dos concerts: en fa major op. 137 i en sol menor op. 177, preludis, trios, fugues, meditacions, suite

### Música profana
- Concert per a piano, op. 94
- Quatre sonates per a piano: en do major op. 47; en re major op. 99, en mi bemoll major op. 135, en fa # menor op. 184
- Quatre trios amb piano
- Quintet de cordes en la menor op. 82
- Simfonia en fa major
- Cors
- Òperes: Die sieben Raben i Türmers Töchterlein
- Singspiele
- Sonata per a clarinet i piano en mi bemoll menor, op. 105a

## Alumnes
- Lothar Windsperger
- Joseph Renner (junior),[2]
- Franz Höfer,
- Arthur Hinton[3]
- Johann Gall,
- Andreas Hallén,[4]
- Engelbert Humperdinck,
- Ermanno Wolf-Ferrari,
- Wilhelm Furtwängler,
- Horatio William Parker,
- Desiré Thomassin[5]
- Louis Thuille[6]
- Louis Coerne,[7]
- Horatio Parker,
- Sidney Homer,[8]
- George Chadwick,
- Atherton Percy Lee,
- Joseph Pembaur,[9]
- Richard Trunk,
- Toni Thoms.
- Josef Pembaur (Senior)
- Luise Adolpha Le Beau